# 공부방
공부방(工夫房)은 1980년대부터 아동·청소년 등을 위한 복지 차원의 교육·문화 공간을 의미하는 광의적 개념으로 쓰이다, 2000년 이후 과외, 학습지 등을 보완·대체하는 초중등생 중심의 사교육 개념으로 구체화되었다. 공부방은 일반적인 주거 공간에서 소그룹 초중등생을 대상으로 교습이 이뤄진다.
공부방은 해당 교육청에 개인과외교습자 신청 후 개설할 수 있다. 일반적으로 운영자의 주거지(단독주택, 공동주택 외)를 공부방으로 운영하나, 주거지 외 유해업소가 없는 별도의 장소, 학습자의 주거지 등에서도 가능하다. 공부방의 교습자는 신고자 1인만 가능하나, 부부·친족에 한해 교육청 신고 후 공동 교습이 가능하고, 교습소와 달리 교습 과목 수에는 제한이 없다. 강의실의 규모에는 제한이 없으나, 강의 시간 당 최대 9명을 초과할 수는 없다.